# TDRS-9
El TDRS-9, conocido antes del lanzamiento como TDRS-I, es un satélite de comunicaciones estadounidense operado por la NASA y construido por Boeing como parte del Tracking and Data Relay Satellite System.

## Lanzamiento
Se utilizó un cohete Atlas IIA para lanzar el TDRS-I, en virtud de un contrato con International Launch Services. El lanzamiento tuvo lugar a las 22:59 GMT del 8 de marzo de 2002 desde el Complejo de lanzamiento 36A de la Estación de la Fuerza Aérea de Cabo Cañaveral.